# Pseudogyratrix helgolandicum
Pseudogyratrix helgolandicum is een soort in de taxonomische indeling van de platwormen (Platyhelminthes). De worm is tweeslachtig en kan zowel mannelijke als vrouwelijke geslachtscellen produceren. De soort leeft in zeer vochtige omstandigheden. 
De platworm komt uit het geslacht Pseudogyratrix. Pseudogyratrix helgolandicum werd in 1938 beschreven door Meixner.